# ایواساکی، آئوموری
ایواساکی، آئوموری (به لاتین: Iwasaki) یک منطقهٔ مسکونی در ژاپن است که در ناحیه توهوکو واقع شده‌است. ایواساکی ۲٬۶۵۵ نفر جمعیت دارد.